# Liste des collèges et lycées de Paris
Cet article dresse la liste des collèges et lycées de Paris (France).
Les lycées de garçons sont créés en 1802. Jusqu'aux années 1880, quand sont établis les lycées de jeunes filles, Paris est la seule ville de France à compter plusieurs lycées. Contrairement au reste des lycées du pays (un par ressort de cour d’appel puis un par département), ils ne sont pas soumis à une circonscription urbaine.

## Histoire

### Genèse et concentration dans le Quartier latin

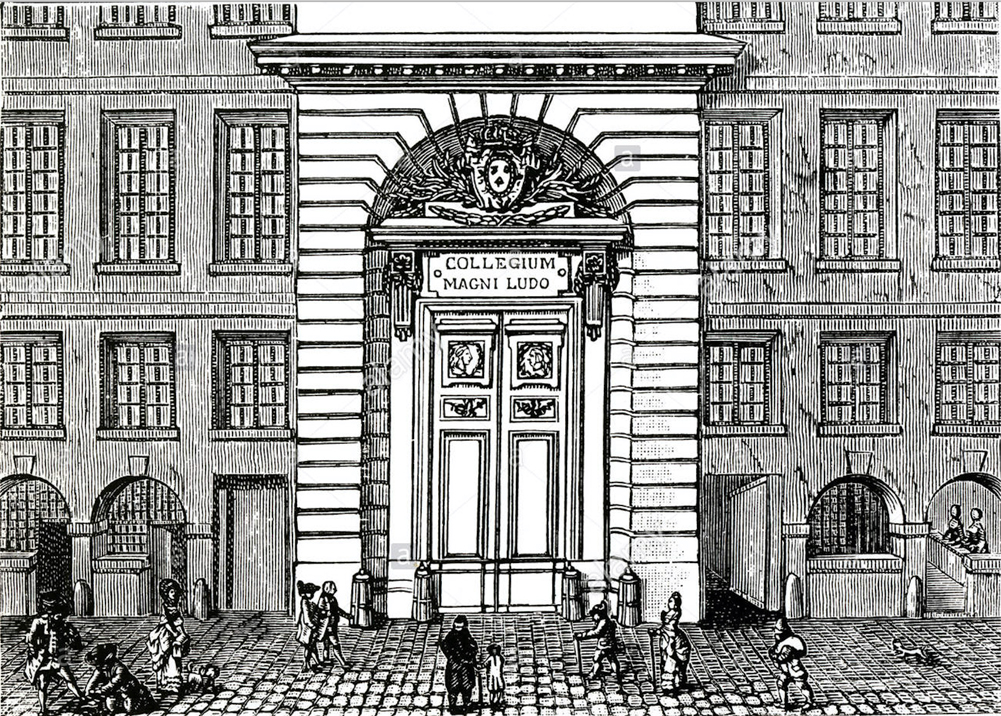
Le collège Louis-le-Grand vers 1789.

Les lycées sont héritiers des collèges royaux qui, sous l'Ancien régime, se situaient sauf exception dans le Quartier latin, à l'instar du collège de Clermont. L'entassement de ces établissements parisiens dans une zone dense percée de petites ruelles suscite des critiques mais, dans les années 1760, les projets de déménagement rive droite n'aboutissent pas. Réduits à cinq sous la Révolution les lycées sont nommés « écoles centrales ».
Pour les accueillir, on privilégie les biens aristocratiques et religieux confisqués, pour des raisons de coût et de praticité (chaque école doit se situer près d'une bibliothèque, d'un jardin, d'un cabinet d’histoire naturelle et d'un cabinet de chimie-physique, choses dont ne disposaient pas les anciens collèges).
Ce plan n'est finalement adopté que pour deux écoles, dont celle qui investit l'abbaye Sainte-Geneviève. Avec la fermeture du collège des Quatre-Nations, situé plus à l'ouest, le Quartier latin retrouve sa suprématie, bien que les écoles sont moins entassées qu'auparavant.
Au début du Premier Empire, la création du lycée ne s'accompagne pas de la construction de nouveaux établissement mais de la transformation des maisons d’éducation préexistantes : au Prytanée français et à l'école centrale du Plessis succède le lycée Louis-le-Grand, le lycée Charlemagne remplace l’école centrale de la rue Saint-Antoine et le lycée Condorcet, rive droite, ouvre dans un ancien couvent ; avec le lycée Henri-IV, ils sont les seuls lycées de Paris.
Pourtant le nombre de lycéens parisiens augmente vite (environ 1800 en 1809 contre près de 3700 en 1812) ainsi que la demande d'internat (plus de 900 internes en 1812), alors que seuls les lycées de la rive gauche en proposent.
En 1811, l’empereur Napoléon annonce la création de quatre nouveaux lycées, notamment au profit de l'Est de Paris, pour arriver au nombre de huit, mais la Restauration met un terme au projet : seul le collège royal de Saint-Louis voit le jour en 1820, encore dans le Quartier latin. Cette situation reste figée pendant une soixantaine d'années, jusqu'au début de la Troisième République. Les élèves parisiens ne disposent que de cinq lycées, auxquels s'ajoutent des établissements privés, laïcs ou religieux, après la loi Falloux de 1850. Comme sous l'Ancien régime, la rive droite reste globalement délaissée, ainsi que l'Ouest de Paris. Malgré les demandes de la population et même après l'annexion des faubourgs en 1860 et les transformations haussmaniennes, les autorités ne créent aucun nouvel établissement à Paris, si ce n'est le ministre Victor Duruy qui installe à 700 mètres de la porte de Versailles ce qui est de nos jours le lycée Michelet de Vanves, une annexe de Louis-le-Grand. Quant au baron Haussmann, il ne fait qu'agrandir les lycées Saint-Louis, Henri-IV et lycée Condorcet.

### Multiplication de lycées au début de la Troisième République
En août 1870, lors de la guerre franco-prussienne, le ministre de l'Instruction publique Jacques Mège autorise les troupes et les ambulances militaires à occuper les bâtiments scolaires. Lors du siège de Paris y stationnent également des gardes mobiles, des gardes nationales et des ateliers d'équipements.

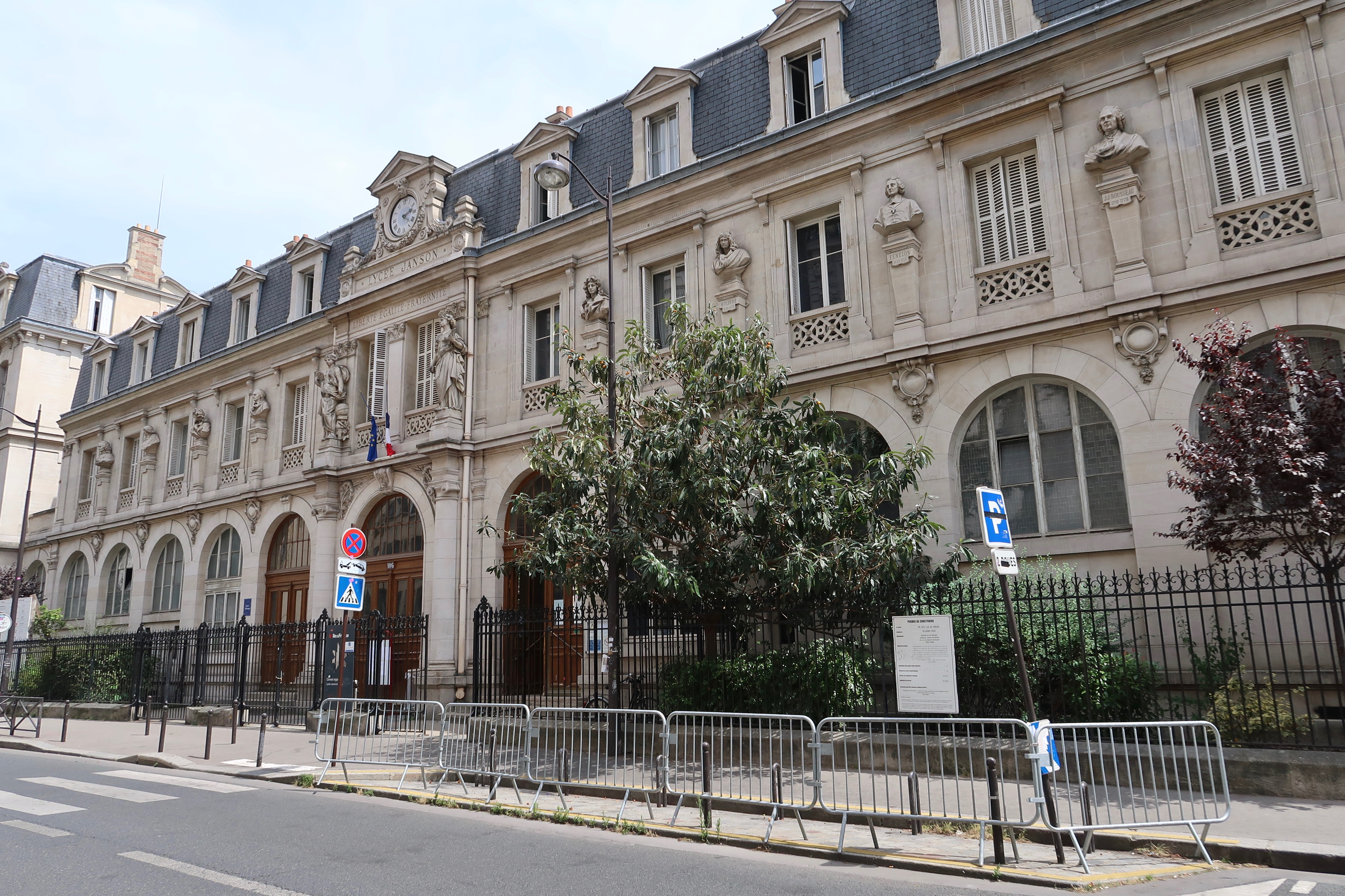
Le lycée Janson-de-Sailly, premier lycée de l'Ouest parisien.

À partir de 1879, sous la conduite du vice-recteur Octave Gréard et du ministre Jules Ferry, les républicains s'engagent à pallier les problèmes de demande, les cinq lycées de la capitale ne suffisant plus : Louis-le-Grand est reconstruit, dans l'Ouest le lycée Janson-de-Sailly est créé et de nouveaux établissements sont projetés dans l'Est, le 17e et le 15e arrondissements. À cela s'ajoutent bientôt les lycées de jeunes filles, que la loi vient d'autoriser. Cette effervescence se déroule dans un mouvement général, qui voit également la construction de nombreuses écoles élémentaires et la reconstruction de la Sorbonne. Les travaux sont rapides et se multiplient : un nouveau lycée est créé à chaque rentrée scolaire à partir de 1882, soulageant les anciens établissements. Le nombre d'élèves s'accroit fortement : entre 1879 et 1914, il triple. Dans les arrondissements de l'Ouest, l'emplacement des nouveaux lycées de garçons est choisi avec soin, afin de contrer l'influence des établissements religieux qui s'y étaient implantés durant les dernières décennies, et ce dans un contexte national de lutte entre républicains anticléricaux et catholiques. Ainsi, trois lycées voient le jour à l'Ouest (Janson-de-Sailly, Buffon et Carnot) contre un seul à l'Est (Voltaire), là où les établissements religieux ne sont pas nombreux. Quant aux lycées de jeunes filles, ils sont érigés à proximité des lycées de garçons (Fénelon dans le Quartier latin, Racine près de Carnot, etc.) et dans les arrondissements centraux, à l'exception du lycée Molière, dans le 16e arrondissement.
Si les lycées essaiment, un nouveau déséquilibre se dessine toutefois, cette fois-ci au détriment des quartiers Est, du nord au sud, plus populaires, où l'on trouve a contrario la majeure partie des écoles professionnelles. On ne peut toutefois pas parler de « ségrégation géographique ou sociale » note l'historien Marc Le Cœur, puisque les progrès des transports ferroviaires et l'emplacement des lycées à proximité de gares facilite les conditions d'accès. Excentrés à l'Ouest, Janson et Molière sont ainsi érigés près de la ligne de la Petite ceinture et grâce à sa proximité avec la gare Saint-Lazare, Condorcet devient le lycée le plus fréquenté de la capitale. L'éloignement devient moins un problème que la longueur des trajets, que les élèves doivent désormais parcourir seuls.
Par la suite, le nombre de constructions ralentit. Aucun nouveau lycée n'est créé entre le lycée Victor-Hugo (1895) et le lycée Victor-Duruy (1912). Alors que la population scolaire continue de croître, il faudra attendre l'entre-deux-guerres pour qu'une nouvelle campagne de constructions s'impose dans Paris et, nouveauté, également en banlieue. C'est seulement à ce moment-là que la création de nouveaux établissements se fera en lien avec la population ; ils deviennent des lycées de quartier, fréquentés par des élèves résidant à proximité.

### Architecture
Comme le note Marc Le Cœur, les lycées français restent pendant une longue période des « établissements confinés et cloisonnés où vivent recluses d’importantes populations d’enfants et d'adultes de toutes conditions ». Mais au fil du temps, leur aménagement d'abord primitif se rationalise, prenant en compte les nouvelles exigences pédagogiques, hygiénistes et de discipline, jusqu'à façonner une typologie architecturale scolaire nouvelle. Ces généralités n'empêchent cependant pas de fortes hétérogénéités : ainsi, avant sa reconstruction (1885-1898), Louis-le-Grand était un ensemble de bâtiments disparates délabrés, bien éloignés du style harmonieux de son voisin Henri-IV, bordé de jardins et de vergers. Pourtant, tous les lycées ont l'inconvénient de devoir partager certains bâtiments avec d'autres équipements publics (musées, facultés, etc.), qui perturbent leur fonctionnement et freinent leur rationalisation. Par exemple, jusqu'à la construction de la bibliothèque Sainte-Geneviève à partir de 1843, ses locaux situés dans Henri-IV privent le lycée d'un étage entier. Au début des années 1840, le ministre Abel François Villemain met un terme à ces enchevêtrements de compétences.
Dans les années suivantes, certains lycées doivent par ailleurs batailler pour ne pas disparaître, leur emplacement suscitant des convoitises (à titre d'exemple, la construction d'une basilique était envisagée en 1853 sur le terrain de Condorcet) et s'adaptent aux transformations urbaines, qui leur retirent parfois certaines parcelles ou leur en donnent de nouvelles. La trop grande proximité avec d'autres immeubles suscite également du désordre : un treillage est ainsi installé devant les façades du lycée Saint-Louis, enclavé, pour empêcher les troubles provoquées par les prostituées et les étudiants qui habitent les bâtiments en vis-à-vis. La nécessité pour les lycées de posséder la totalité de leur îlot devient impérieuse mais ne se réalise que rarement, notamment pour des raisons financières.

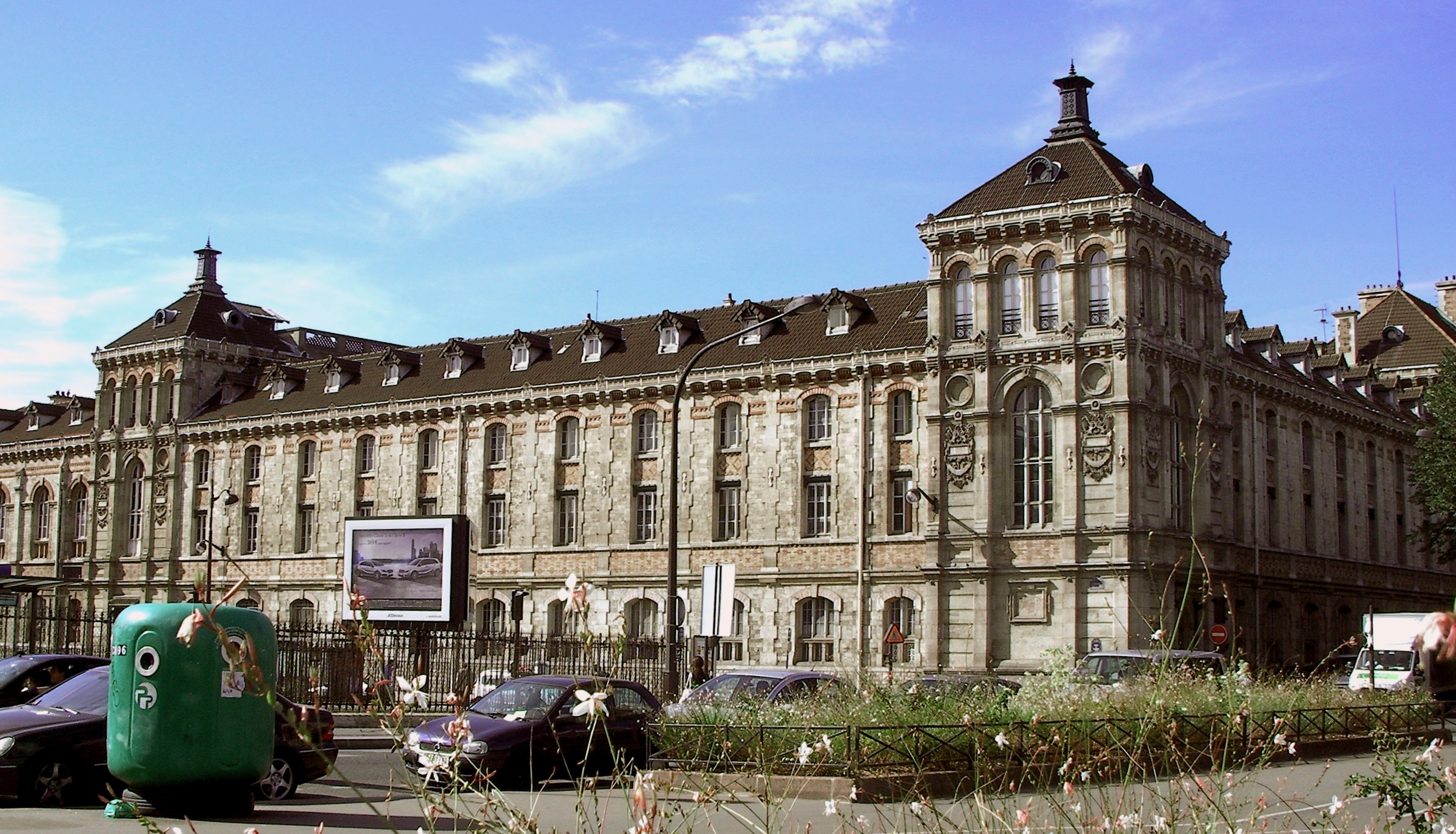
L'imposante façade du lycée Chaptal.

Il faudra attendre le jalon important que constitue la construction d'établissements ex nihilo sur la totalité de la surface d'îlots quadrangulaires (Chaptal en 1876 et Rollin en 1877), aux façades dégagées et à l'organisation rationnelle et respectueuse de l'hygiène. Leur architecture monumentale connaitra le succès et sera imitée par la plupart des grands lycées construits sous la Troisième République, jusqu'à la Grande guerre. Leurs hautes façades rectilignes les protègent du monde extérieur et ils s'imposent dans l'urbanisme parisien, conduisant par ailleurs à l'urbanisation de nouveaux quartiers et l'installation de familles bourgeoises à proximité, qui souhaitent que leur progéniture y étudie. L'historien Gustave Dupont-Ferrier note ainsi à propos des environs des lycées Buffon et Janson : « Le quartier fit autant pour la fortune du lycée, que le lycée pour la fortune du quartier ». Mis à part le lycée Molière, cette logique ne vaut pas pour les lycées de jeunes filles, aux dimensions plus modestes. Marc Le Cœur note ainsi que les établissements dévolus aux filles « s'apparentent à de vastes demeures bourgeoises, enchâssées dans des immeubles et ouvertes sur des voies secondaires, à l'abri du tumulte de la cité ». Ainsi, Fénelon et Lamartine occupent d'anciens hôtels particuliers, tandis que Racine est érigé sur une parcelle étriquée et en pente.

### «Petits lycées»

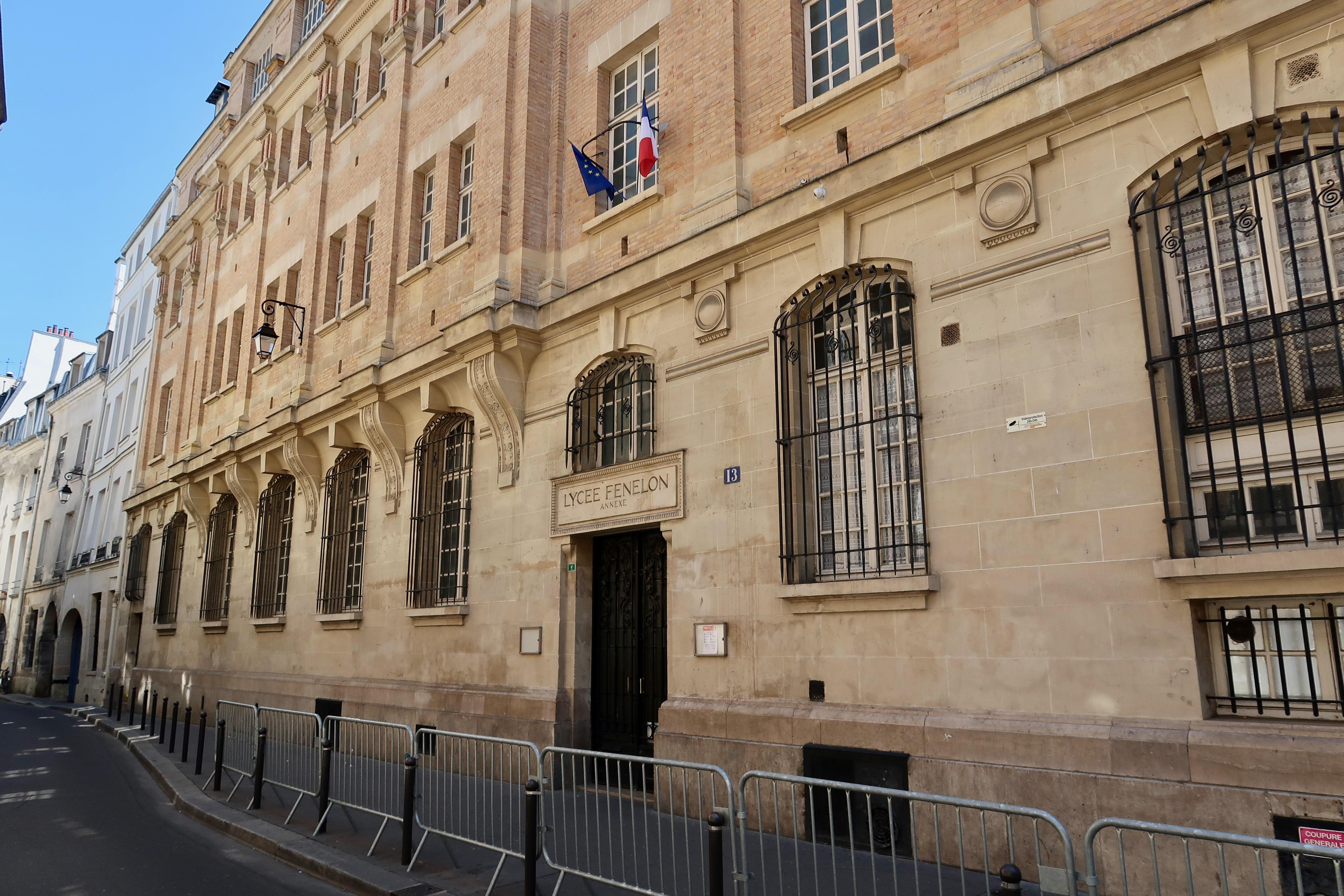
Le petit lycée de Fénelon, situé en face du lycée originel.

L'augmentation de la population scolaire et les nouveaux besoins exigés par les progrès de l'hygiène rendent au XIXe siècle de plus en plus pressants l'agrandissement des lycées. Les solutions trouvées sont multiples : lotir des espaces de la parcelle qui ne l'étaient pas encore (Henri-IV), acquérir des bâtiments mitoyens (Racine) voire surélever l'édifice (Condorcet). Mais cela ne suffit pas toujours et des initiatives de fortune sont lancées, comme à Louis-le-Grand et Saint-Louis en 1880, qui installent des baraquements dans leur cour. Solution plus pérenne, l'administration encourage ensuite la création des « petits lycées ». Il s'agit de quartiers spéciaux de l'établissement, auparavant situés dans un coin du lycée, et qui abritent les petites classes destinées à former le futur vivier des lycéens (à une époque ou le collège unique n'existe pas). Au motif initial d'éloigner les jeunes élèves des mauvaises manières des lycéens s'ajoute bientôt la nécessité de désengorger les lycées et d'aménager à la place libérée des équipements jugés nécessaires (cour, gymnase, internat). Il s'agit souvent d'annexes, simplement séparés du vieux lycée par une rue peu passante (petit lycée Fénelon) mais parfois situés beaucoup plus loin (petit lycée Condorcet), notamment en raison du manque de terrains disponibles, si bien qu'on y délocalise également certains équipements dédiés aux petites classes (administration, réfectoire, etc.) au point, note Marc Le Cœur, que « ces établissements n’ont-ils de "petit" que la dénomination » : le « petit Louis-le-Grand » est ainsi presque aussi vaste que l'originel. En conséquence, ces lycées finissent souvent par obtenir leur indépendance, ce qui est fait en 1891 pour le dernier établissement cité (futur lycée Montaigne).

### Environnement urbain
L'administration veille à préserver l'environnement direct des lycées, afin que les abords jugés dangereux ou bruyants ne perturbent pas l'établissement. Il peut s'agir d'activités industrielles, de résidences étudiantes ou de débits de boisson. Sous le Second Empire, le passage du Havre situé près du lycée Condorcet est ainsi considéré comme un lieu de dépravation où les élèves « peuvent [se] procurer des friandises, des images licencieuses, des romans libertins ou des pamphlets politiques ». La probité du personnel enseignant est également surveillée : on aménage donc pour ces derniers des espaces de sociabilité dans les lycées (salon de lecture, salle de jeu), afin qu'ils ne traînent pas au cabaret.

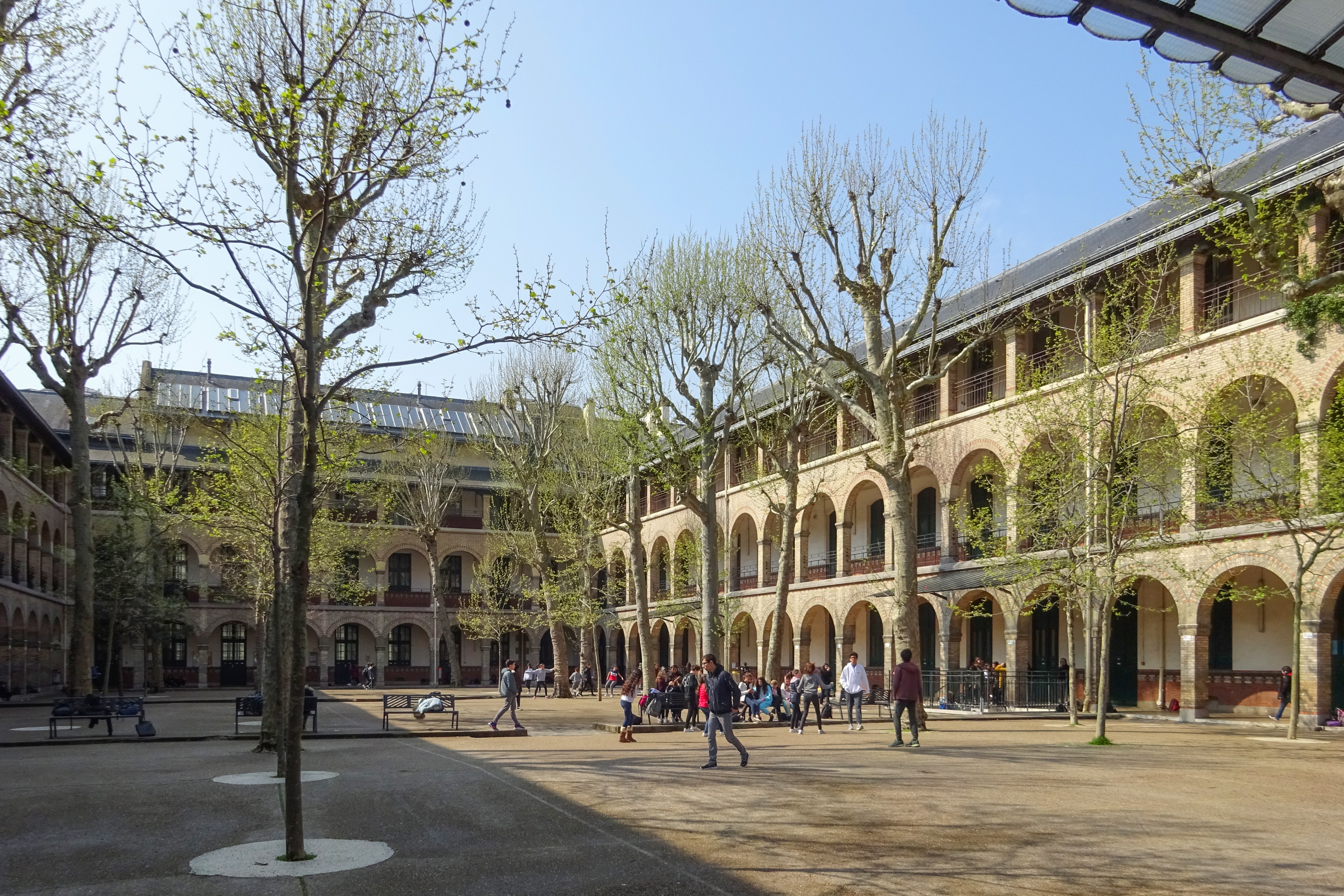
La cour intérieure du lycée Molière, typique des lycées érigés sous la Troisième République.

Dans les premiers projets architecturaux, les problèmes liés à voirie sont insuffisamment pris en compte. Devant être bien reliés aux axes de communication, les lycées sont en conséquence confrontés à la circulation ou à l'animation des voies qui la bordent (boulevard Saint-Michel près du lycée Saint-Louis par exemple). Par ailleurs, les lycées érigés sous la Troisième République sont dotés pour des raisons hygiénistes (il faut que l'air circule) et de discipline (les surveillants doivent avoir une vue d'ensemble) de galeries couvertes qui entourent la cour de recréation, obligeant d'établir les salles de classe sur leur pourtour, donc donnant sur la rue (tandis que les écoles primaires choisissent la solution inverse). Ces choix qui marquent l'architecture scolaire sont critiqués, en cela qu'ils exposent les élèves aux courants d'airs et au intempéries obliques dans les galeries, et aux bruits de la rue en classe. Le lycée Buffon en est l'exemple paroxystique : construit le long du boulevard Pasteur, il est bientôt confronté à la présence du métro aérien, aménagé sous ses fenêtres en 1906. Quelques règles sont cependant adoptées pour réduire les nuisances : les salles de classe ne sont pas installées au rez-de-chaussée et certains lycées sont érigés en retrait de la rue, une grille dotée de verdure faisant lieu de frontière.

### Annexes champêtres

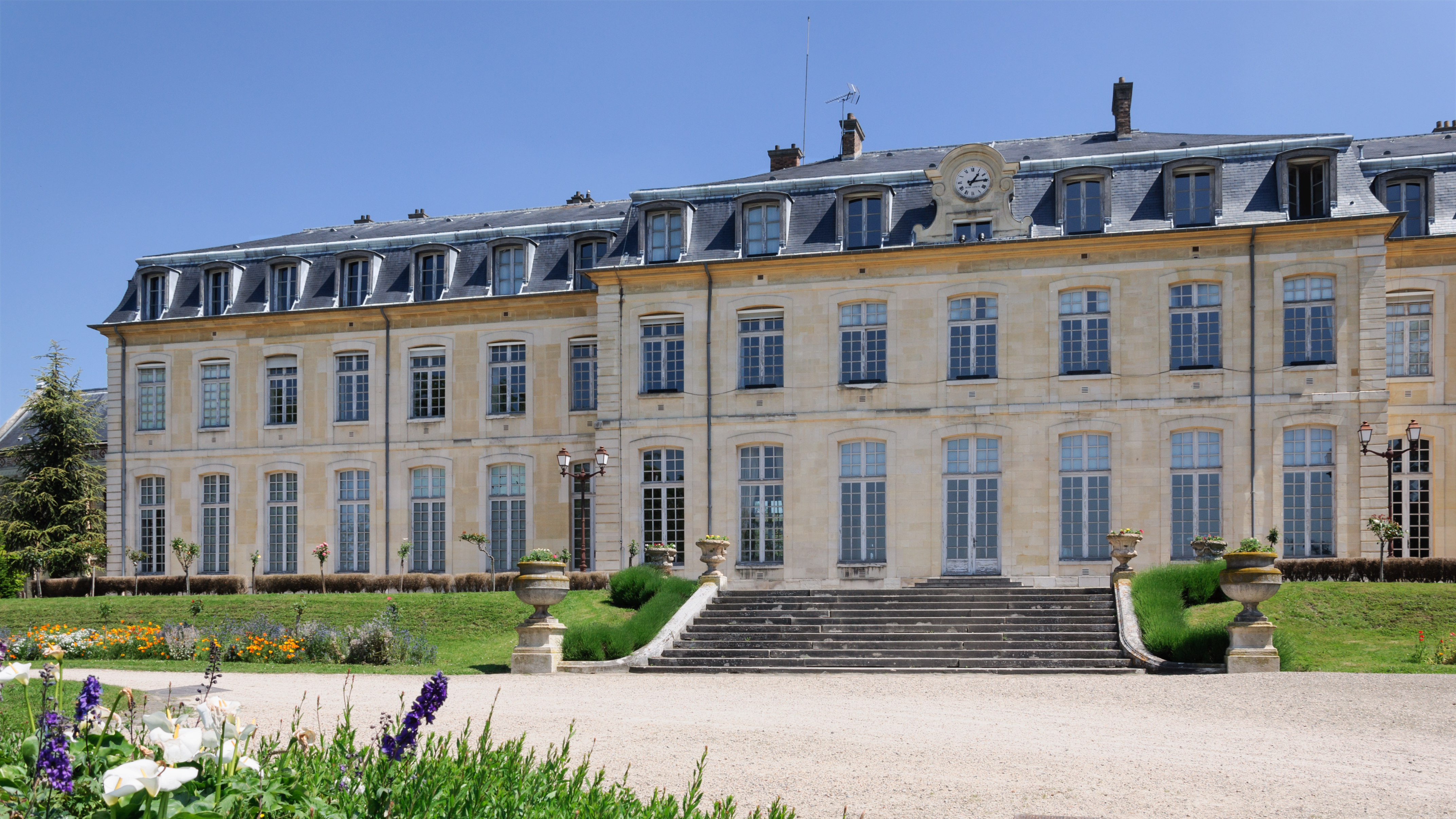
L'ancienne annexe du lycée Louis-le-Grand, devenu en 1891 le lycée Michelet de Vanves.